# Pectinatella magnifica
Pectinatella magnifica är en mossdjursart. Pectinatella magnifica ingår i släktet Pectinatella och familjen Pectinatellidae. Inga underarter finns listade i Catalogue of Life.

## Bildgalleri

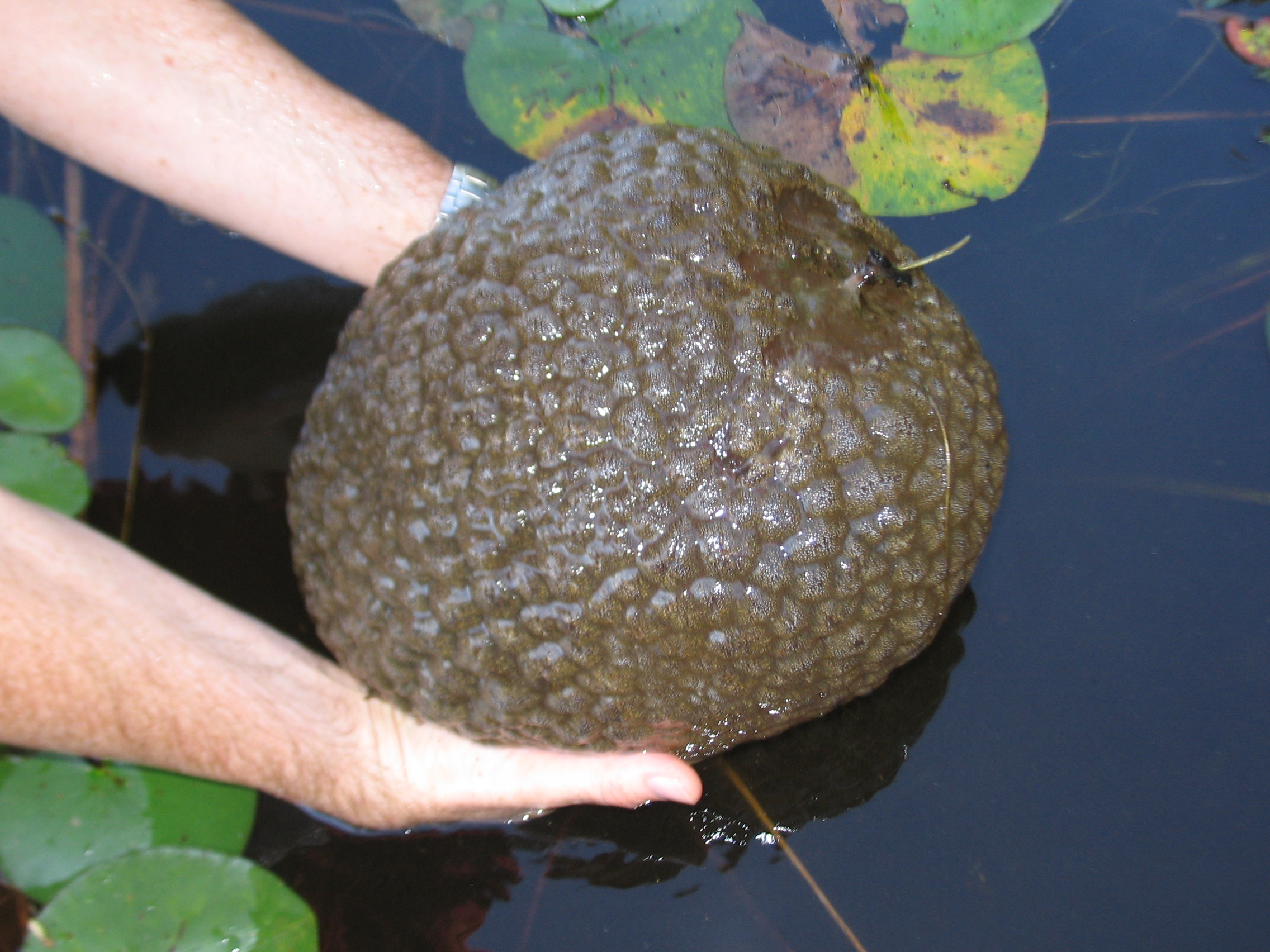